# That's What Friends Are For
«That's What Friends Are For» —en español «Para eso son los amigos»— es una canción de 1982 escrita por Burt Bacharach y Carole Bayer Sager e interpretada por Rod Stewart para la banda de sonido de la película Night Shift.
Sin embargo, la canción es mucho más conocida por la versión realizada por Dionne Warwick y sus amigos Gladys Knight, Elton John y Stevie Wonder lanzaron un sencillo de caridad en el Reino Unido y Estados Unidos en 1985, una colaboración única grabada para beneficio para la Fundación para la Investigación sobre el Sida, y recaudó más de 3 millones de dólares para la causa. Alcanzó el número uno por cuatro semanas en el Billboard Hot 100, convirtiéndose en el último número uno en Estados Unidos de todos excepto John en enero de 1986 y también fue el sencillo número uno en Billboard de 1986. Fue certificado disco de oro en Estados Unidos el 15 de enero de 1986 por la Recording Industry Association of America. Elton John tocaba el piano y Stevie Wonder tocó la armónica.
La versión de Dionne y Amigos ganó el Premio Grammy a la mejor realización por un dúo o grupo con vocal y a la canción del año para sus escritores, Bacharach y Bayer Sager. La revista Billboard la calificó como la canción más popular de 1986.
Dionne Warwick, Elton John, Gladys Knight y Stevie Wonder interpretaron la canción en vivo juntos por primera vez en 23 años en la gala por los 25 años de AmfAR en Nueva York el 10 de febrero de 2011.
Esta versión también alcanzó el número 61 en la lista de Las mejores canciones de todos los tiempos de Billboard.

## Concierto a beneficio de 1990
El 17 de marzo de 1990 se realizó un concierto a beneficio por el SIDA llamado That's What Friends Are For: Arista Records 15th Anniversary Concert en el Radio City Music Hall en Nueva York. Un mes después, CBS emitió en televisión una versión de dos horas del concierto. Las estrellas invitadas y los representantes del sello Arista fueron: Air Supply, Lauren Bacall, Burt Bacharach, Eric Carmen, Chevy Chase, Jane Curtin, Clive Davis, Taylor Dayne, Michael Douglas, Exposé, Whoopi Goldberg, Melanie Griffith, Hall & Oates, Jennifer Holliday, Whitney Houston, Alan Jackson, Kenny G, Melissa Manchester, Barry Manilow, Milli Vanilli, Jeffrey Osborne, Carly Simon, Patti Smith, Lisa Stansfield, The Four Tops y Dionne Warwick. «That's What Friends Are For» fue la canción de cierre y fue interpretada por Warwick y su prima Houston antes de juntarse con los otros artistas invitados en el evento. Esa noche Arista recaudó más de 2,5 millones de dólares que fueron repartidos entre varias organizaciones que luchan contra el SIDA.

## Otras versiones
Otras versiones grabadas fueron:
- Shirley Bassey (1991) y Helen Reddy (para The Burt Bacharach Album: Broadway Sings the Best of Burt Bacharach en 1998).
- El 16 de diciembre de 2006 en el Reino Unido, la cadena de televisión ITV emitió la final de la serie del año, The X-Factor, donde los participantes de la serie interpretaron esta canción en vivo frente a una audiencia de varios millones de espectadores.
- El cantante Mijares la versionó en su álbum en español de 2009 Vivir Así con el título «Para ti yo estoy», a trío con Daniela Romo y Pandora.